# Lira vaticana
La lira vaticana fue la divisa oficial de la Ciudad del Vaticano. Su valor estaba ligado al de la lira italiana, según los términos de los pactos de Letrán de 1929. La lira italiana y la sanmarinense eran de curso legal en toda la Ciudad del Vaticano; asimismo, la lira vaticana tenía valor legal en Italia y San Marino.
La Ciudad del Vaticano, aun sin pertenecer a la Unión Europea, adoptó el euro en 2002, como consecuencia de los acuerdos financieros con Italia. Como todos los otros países de la eurozona, la Ciudad del Vaticano puede acuñar sus propias monedas de euro.